# جون دوغلاس
جون دوغلاس (بالإنجليزية: John Douglas)‏ هو سياسي أيرلندي، ولد في 29 أبريل 1912، وتوفي في 1982. انتخب عضو مجلس الشيوخ من أيرلندا عن دائرة الأعضاء المعينون في مجلس الشيوخ الأيرلندي ‏ وقد انضم خلال فترته النيابية ‏ (1 أكتوبر 1954 – 28 مارس 1957)  للكتلة البرلمانية مستقل.